# Juho Jokinen
Juho Jokinen (* 25. Juli 1986 in Kalajoki) ist ein ehemaliger finnischer Eishockeyspieler, der zuletzt bei Kärpät Oulu in der SM-liiga unter Vertrag stand. Aufgrund zahlreicher Verletzungen beendete er seine aktive Karriere frühzeitig. Sein Bruder Jussi ist ebenfalls professioneller Eishockeyspieler.

## Karriere
Juho Jokinen begann seine Karriere als Eishockeyspieler bei TPS Turku, für das er in der Saison 2005/06 sein Debüt in der SM-liiga gab. In derselben Spielzeit kam er zudem auf 21 Einsätze für TuTo Turku in der Mestis, der zweithöchsten finnischen Spielklasse. Nachdem Jokinen in seiner zweiten Spielzeit in Turku den Durchbruch schaffte und in 51 Partien auf dem Eis stand, wechselte er im Laufe der Saison 2007/08 zu Kärpät Oulu, aus dessen Jugend er stammte. Am Ende der Spielzeit wurde Jokinen mit dem Team Finnischer Meister. In der folgenden Spielzeit stand Jokinen in allen vier Gruppenspielen Kärpäts in der Champions Hockey League auf dem Eis.

### International
Für Finnland nahm Jokinen an der Junioren-Weltmeisterschaft 2006 teil, bei der er mit seiner Mannschaft die Bronzemedaille gewann.

## Erfolge und Auszeichnungen
- 2008 Finnischer Meister mit Kärpät Oulu
- 2009 Finnischer Vizemeister mit Kärpät Oulu

### International
- 2006 Bronzemedaille bei der U20-Junioren-Weltmeisterschaft

## SM-liiga-Statistik
(Stand: Ende der Saison 2010/11)